# Скепта
Джозеф Джуниор Аденуга (англ. Joseph Junior Adenuga; родился 19 сентября 1982 года), более известный под сценическим именем Скепта (англ. Skepta) — английский МС, рэпер, грайм исполнитель и музыкальный продюсер нигерийского происхождения.. Является братом грайм исполнителя Jme и радиоведущей Джули Аденуга.
Аденуга самостоятельно выпустил свой дебютный студийный альбом Greatest HIts в конце 2007 и второй, Microphone Champion в 2009 году, в то время как его третий студийный альбом Doin' it Again, был выпущен в 2011 году на Beat Records. Четвёртый студийный альбом, Konnichiwa, был выпущен 6 мая 2016 года. Пятый, «Ignornance is bliss» вышел в свет 31 мая 2019 года. 27 марта 2020 вышел альбом-коллаборация с Chip и Young Adz — «Insomnia»
Победитель премии Mercury Prize 2016.

## Карьера

### 2003—2006: Начало карьеры,Joseph Junior AdenugaиGreatest Hits
Изначально, Скепта являлся диджеем грайм команды из Бротона Meridian Crew. В начале своей карьеры он выпустил несколько инструментальных треков, наиболее заметными из которых являются «DTI (Pirate Station Anthem)» и «Private Caller». Последняя была выпущена в качестве сингла и вокализирована многими участниками Meridian Crew.
Скепта стал MC незадолго до распада Meridian Crew в 2005 году, после чего вместе со своим братом JME на короткий период времени присоединился к грайм команде Roll Deep. В 2006 году они создают команду Boy Better Know. После формирования Boy Better Know, Скепта схлестнулся в саунд клэше с MC Devilman для DVD Lord of the Mics 2, одним из крупнейших клэшей в истории грайма. Вскоре после этого Скепта выпустил микстейп под названием «Joseph Junior Adenuga».
Скепта выпустил свой дебютный альбом Greatest Hits 17 сентября 2007 года на собственном лейбле Boy Better Know.

### 2008—2011: Microphone Champion и Doin' it Again
Скепта самостоятельно выпустил свой первый сингл «Rolex Sweep» в сентябре 2008 и занял 89 место в чарте синглов Соединённого Королевства. 1 июня 2009 он выпустил альбом Microphone Champion, а чуть позже — сингл «Too Many Man» совместно с JME, Wiley, Frisco и Shorty, занявший в чартах 79 место. Скепта выпустил 5 синглов со своего третьего студийного альбома, Doin' It Again (первого на мейджор лейбле) — «Bad Boy», «Rescue Me», «Cross My Heart» совместно с Preeya Kalidas, «So Alive» и «Amnesia», а также видео для Hello Good Morning (Grime Remix).Три сингла попали в Топ 40 чарта синглов Соединённого Королевства, из которых самым успешным стал «Rescue Me», достигший 14 места. «Cross My Heart» попал на 31 место, и вышел из Топ 40 в течение недели. Doin' It Again провел 3 недели в чарте Топ 100 альбомов, дебютировав на 19 месте в первую неделю релиза. В 2011 Скепта выпускает противоречивое хардкор видео на сингл «All Over the House».

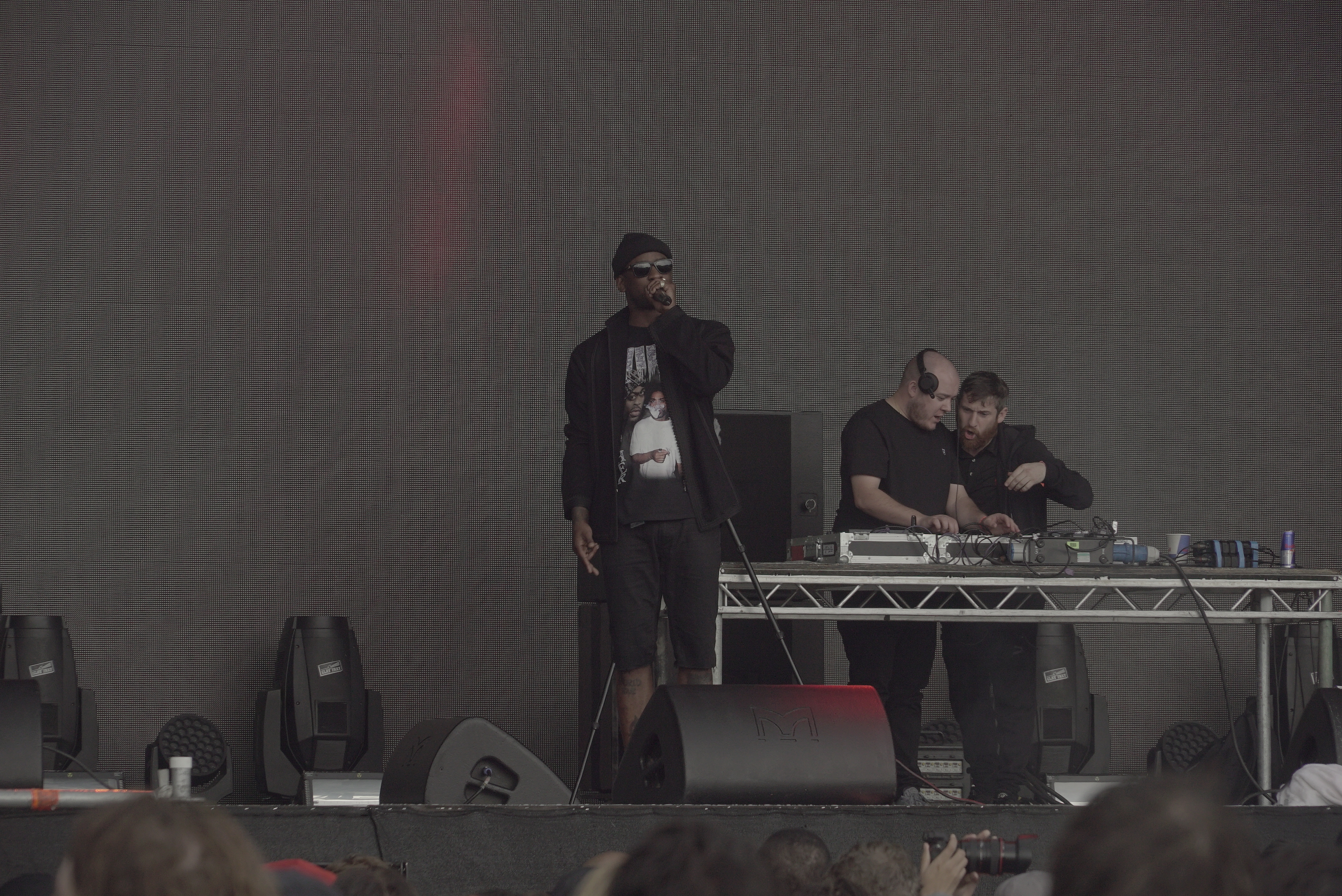
Field Day 2016, Скепта на главной сцене

### 2012—настоящее время:BlacklistedиKonnichiwa
В 2012, Скепта выпускает 4 сингла со своего грядущего четвёртого альбома. И «Hold On», и «Make Peace Not War» попали в британский чарт Топ 40, но стали отходом от привычного звука. Второй альбом на мейджорном лейбле должен был выйти в четвёртом квартале 2011 и получить название The Honeymoon, но был отложен до 2012. После не оправдавших надежд отзывов на первые два сингла Skepta решил выпустить приобретаемый микстейп Blacklisted. Он вышел 2 декабря 2012 вместе с видео, поддерживающими его выход.
В марте 2014 года, Скепта принял участие в записи ремикса «German Whip» Meridian Dan, и в том же месяце выпустил свой новый сингл «Thats Not Me», в котором принял участие его брат JME. Сингл занял 21 место в британском чарте. Видеоклип на трек получил награду MOBO Awards 2014. После получения награды, Скепта заявил, что видео обошлось ему в £80. В конце 2014 года Скепта выпустил ещё один сингл под названием «It Ain’t Safe» совместно с A$AP Bari. За этим в начале 2015 года последовал релиз «Shutdown», а также появления на «Red Eye to Paris» Flatbush Zombies и ремиксе «Ojuelegba» Wizkid, в котором также участвовал Дрейк. Скепта присоединился к Канье Уэсту на сюрприз-шоу в Лондоне, исполнив несколько песен вместе во время совместного выступления. Он также был назван одним из 50 лучших одетых британских мужчин 2015 года журналом GQ.
В интервью он заявил, что совершит свой актёрский дебют в фильме Анти-Социальный выпущенный изначально в мае 2015. 14 февраля 2016 года Скепта выпустил песню «Ladies Hit Squad», в котором приняли участие грайм исполнитель D Double E и американский рэпер A$AP Nast из нью-йоркского A$AP Mob.
Через пост в Instagram Скепта объявил, что его альбом, Konnichiwa (япон. Здравствуйте), выйдет 6 мая 2016 года. Konnichiwa получил одобрение критиков и стал самым успешным грайм релизом, заняв 2 место в музыкальных чартах Великобритании. Выпуск Konnichiwa был отмечен вечеринкой в Токио 5 мая 2016 года, трансляция которой велась в прямом эфире на Boiler Room, и на которой живое исполнение всего альбома поддерживали выступления японских трап исполнителей Kohh, Dutch Montana, Loota, и DJ Riki.
В 2018 году принял участие в записи трека «Praise The Lord (Da Shine)» на последнем (на момент создания правки) альбоме A$AP Rocky «TESTING».
За несколько дней до музыкального фестиваля Коачелла, Скепта объявил, что его заявка на рабочую визу была отклонена властями США, что делает невозможным его выступление на фестивале и вызывает сомнения относительно его других выступлений в этой стране.
31 мая 2019 году выпустил альбом «Ignorance Is Bliss», с приглашёнными гостями в виде J HUS, Cheb Rabi, Lancey Foux. Альбом набрал 79 баллов Metascore на сервисе Metacritic.
В 2020 году принял участие в записи совместного с Chip и Young Adz альбома Insomnia, релиз которого состоялся 27-го марта 2020 года.

## Личная жизнь
С 2018 года встречается с Наоми Кэмпбелл.

## Дискография
Студийные альбомы
- Greatest Hits (2007)
- Microphone Champion (2009)
- Doin' It Again (2011)
- Konnichiwa (2016)
- Ignorance Is Bliss (2019)

Микстейпы
- Joseph Junior Adenuga (2006)
- Been There Done That (2010)
- Community Payback (2011)
- Blacklisted (2012)